# Abby Elinsky
Sydney Abigail Elinsky (West Chester, Pensilvania, Estados Unidos; 8 de enero de 1996) es una futbolista estadounidense que juega como mediocampista. Su último equipo fue el Orlando Pride de la National Women's Soccer League (NWSL) de Estados Unidos.
Luego de jugar una temporada en el fútbol francés en 2018, Elinsky volvió al Orlando Pride para la temporada del 2019.

## Estadísticas

### Clubes
| Club          | País           | Año         |
| ------------- | -------------- | ----------- |
| Orlando Pride | Estados Unidos | 2018        |
| ASPTT Albi    | Francia        | 2018        |
| Orlando Pride | Estados Unidos | 2019 - 2020 |